# 农场圣马可堂
农场圣马可堂（St. Mark's Church in-the-Bowery）是纽约连续使用的最古老的宗教场所，已经作为基督教堂连续使用了超过三个半世纪；它也是曼哈顿第二古老的教堂建筑。
它位于纽约市曼哈顿东村地区的东十街131号，史岱文森街（Stuyvesant Street）和第二大道路口。
1651年，新阿姆斯特丹总督史岱文森从荷属西印度公司购地开辟农场，在1660年设立家族小礼拜堂。1672年史岱文森去世后就埋葬于此。1793年，史岱文森的后裔将该堂出售给圣公会，服务于教堂周围形成的村庄。目前的圣马可堂在1795年奠基，乔治风格，1799年5月9日落成献堂。1828年兴建了希腊复兴风格的尖顶。
该堂在1978年毁于大火，1986年重建完成。

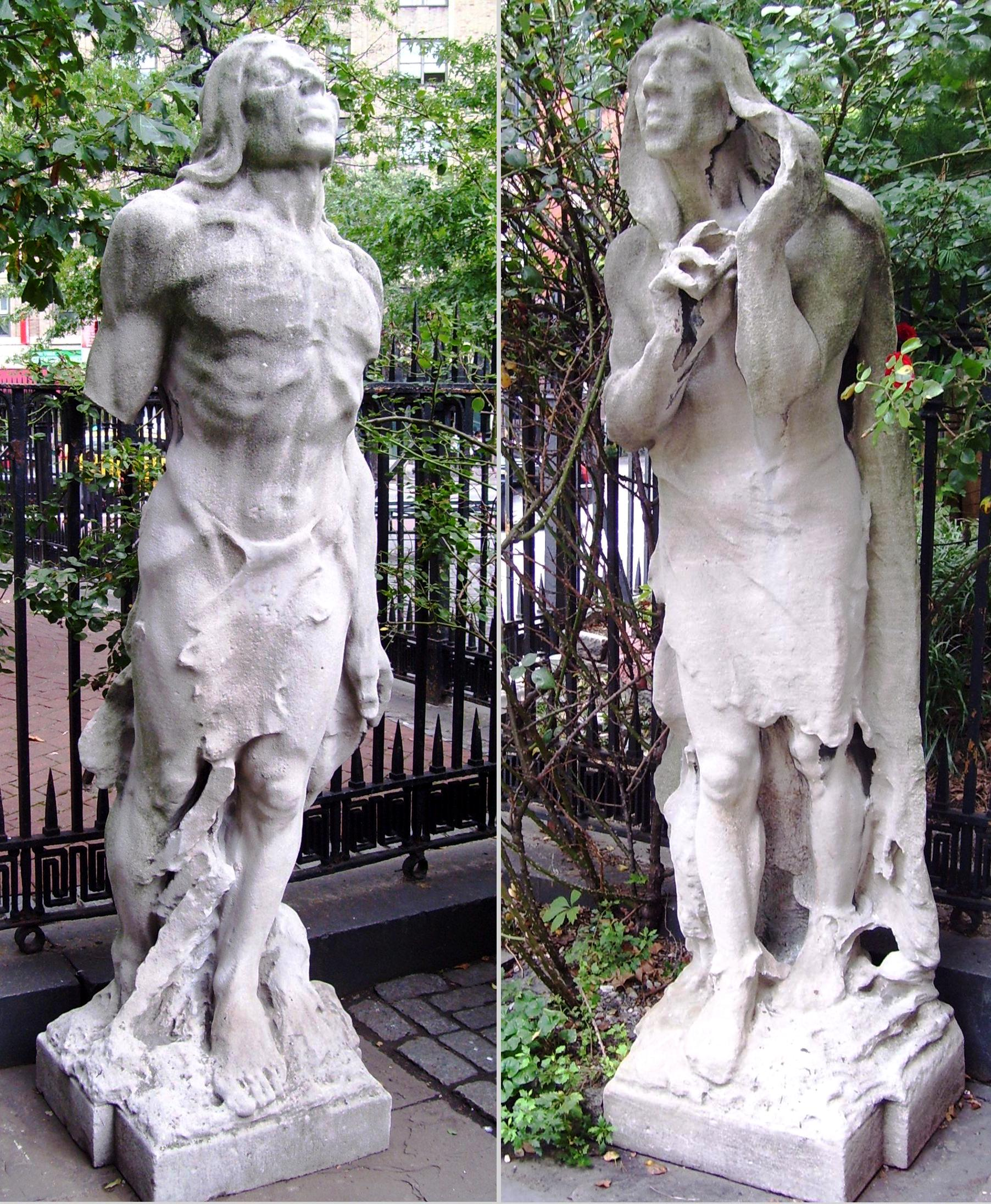

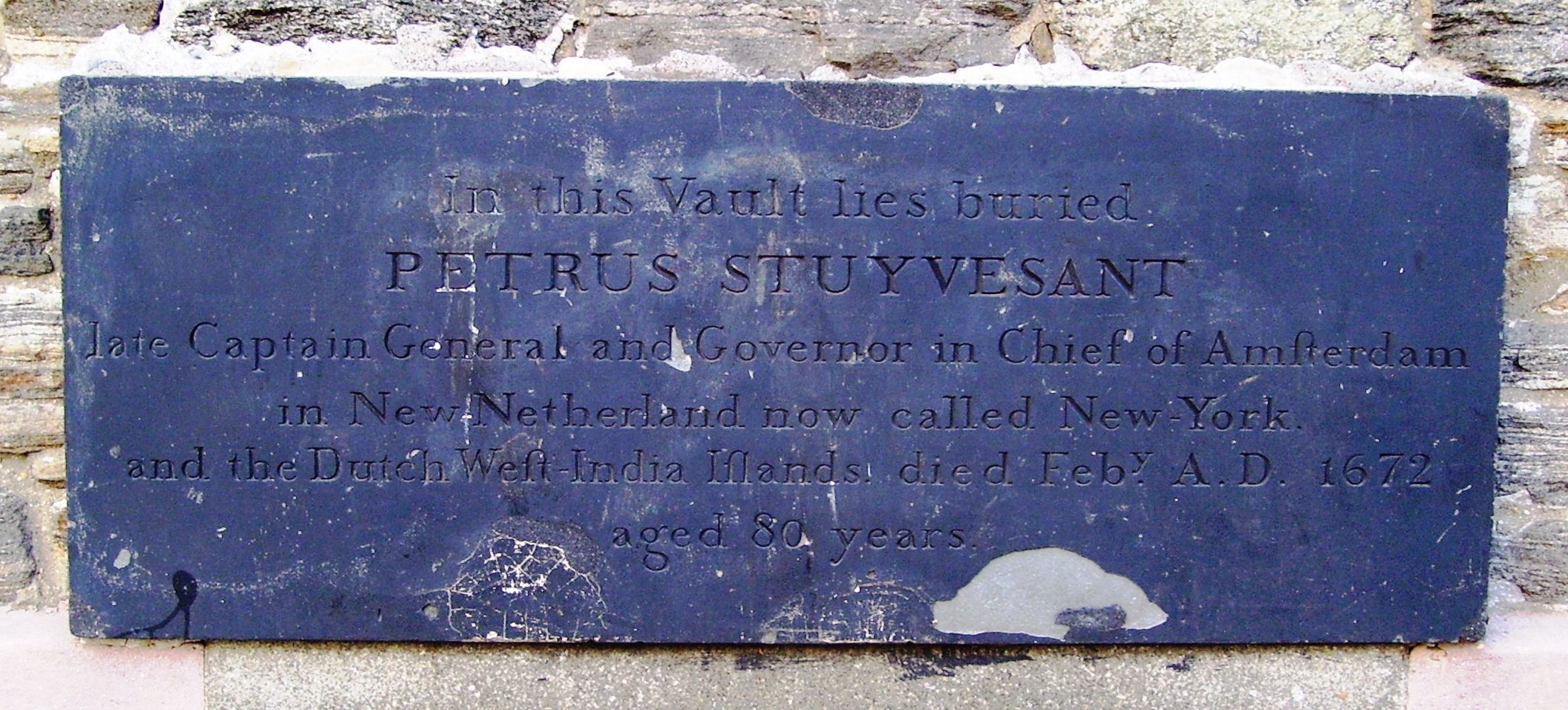

荷兰王室曾数次参观这座教堂。